# Förvandlingarnas bok

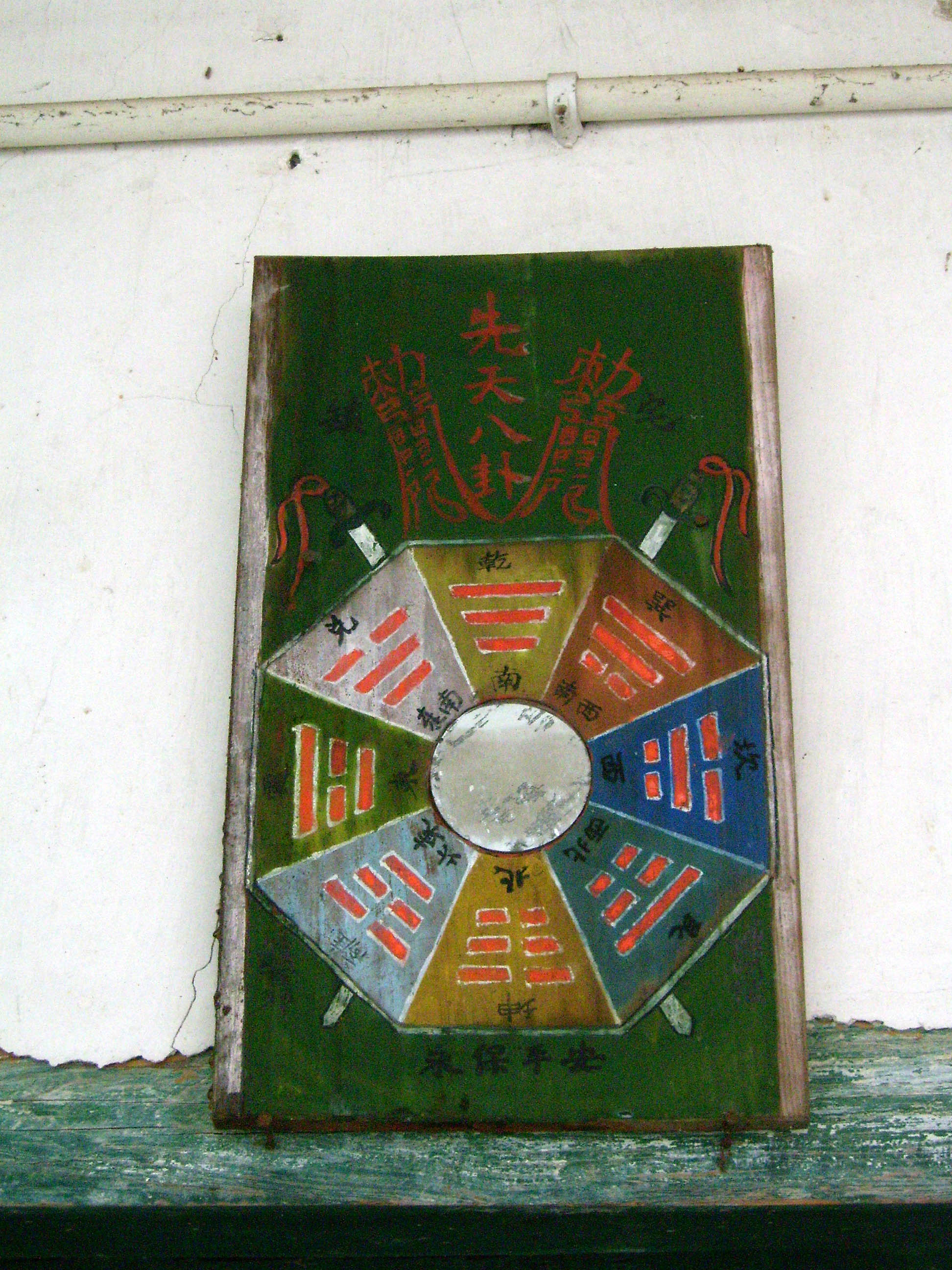
Trigram ur I Ching på ett feng shui-diagram.

Förvandlingarnas bok eller I Ching (易经; 易經; Yìjīng) eller Zhou Yi, 周易,  är det äldsta verket i klassisk kinesisk litteratur.
Boken, som sammanställts och förändrats under flera århundraden, tros ha fått sin nuvarande utformning på 200-talet f.Kr.. De äldsta delarna är betydligt äldre.
I Ching är ett centralt religiöst och filosofiskt verk inom daoismen och konfucianismen, och har spelat stor roll i hela Ostasien. Den har genom historien använts som en allmän visdomsbok.
I I Ching beskrivs flera centrala begrepp i kinesisk filosofi, bland annat yin och yang för första gången.

## Tillkomst

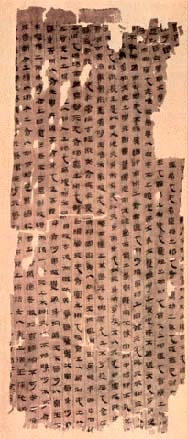
En bit ur Mawangdui-texterna, en utgåva av I Ching från 200-talet f.Kr. som bevarats i en grav.

Traditionellt har boken tillskrivits fyra författare: Fu Hsi, Kung Wen (1099 f.Kr. – 1050 f.Kr.), hans son Hertigen av Zhou (Zhōu Gōng) och slutligen Konfucius (551 f.Kr. – 479 f.Kr.). Fu Hsi är en mytologisk figur som enligt klassiska kinesiska texter ska ha levt på 2800-talet f.Kr. Kung Wen och hans son har däremot med säkerhet funnits i verkligheten, och kan vara upphovsmän till de 64 hexagrammen i boken (se nedan). Wen ska ha skapat hexagrammen och hans son därefter försett dem med kommentarer. Om Konfucius verkligen bidragit till boken är inte känt (redan 1000-talshistorikern Ouyang Xiu betvivlade det), men han studerade den och hans efterföljare spred den vidare.
Utgåvor av boken från 200-talet f.Kr. (Mawangdui-texterna) har hittats i gravar från Handynastin, och där ser texterna ut ungefär som de gör i dag.
De tidiga texterna i I Ching tros härstamma från samlingar med tecken för orakeltydning, spådomar i orakelben. Dessa har sedan successivt försetts med kommentarer. Enligt språkforskare kan texterna som vi känner dem vara skrivna någon gång omkring 900-talet f.Kr.

## Användning
Boken har använts – och används fortfarande – som ett orakel där man med hjälp av mynt eller röllekastjälkar åstadkommer slumpmässiga kombinationer av streck som tillsammans bildar ett hexagram. Olika hexagram finns sedan beskrivna i boken.
Ända sedan Konfucius tid har I Ching också använts som en allmän visdomsbok, som har ansetts förklara stort och smått i världen. Genom sin spridning bildade boken en gemensam referensram för intellektuella över hela Ostasien. I sådana sammanhang var det framför allt bokens beskrivningar av vad som uppfattades som grundläggande kosmiska principer som var intressanta, snarare än boken som simpel spådomsmanual. Moderna forskare som Joseph Needham har menat att I Ching, på grund av sin auktoritet och sitt anspråk på att kunna förklara allt, blev en bromskloss i den kinesiska vetenskapliga utvecklingen.

Vietnams flagga under japansk ockupation.

I Japan, där den går under namnet Ekikyō, har boken citerats flitigt i litteraturen och kända citat har ofta använts i ceremoniella sammanhang, till exempel vid namngivningen av nya tideräkningsperioder. Några perioder som fått sina namn från I Ching är Jōkyō, Keian och Bunka.
De 64 hexagrammen liksom de åtta trigrammen har använts i många sammanhang. Fyra av trigrammen syns till exempel i Sydkoreas flagga och ett trigram användes i Vietnams flagga under den japanska ockupationen 1945.
Många filosofiska och religiösa skolor har hämtat auktoritet från I Ching, exempelvis Feng Shui.

## Innehåll

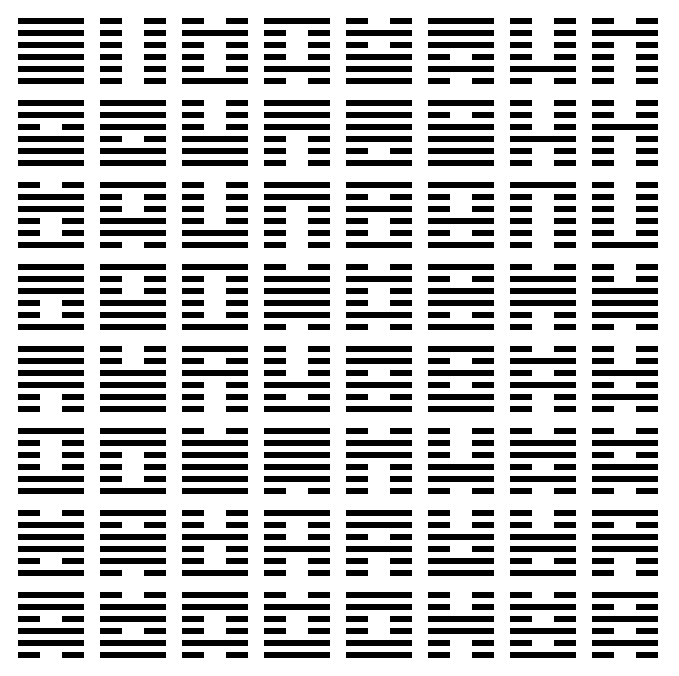
De 64 hexagrammen i I Ching.

I Ching innehåller 64 hexagram, bestående av ihopparade trigram, vart och ett med ett visdomsord och en text som ska ge den som rådfrågar boken vägledning i livets alla frågor. De 64 hexagrammen kan användas för att tolka spådomar med hjälp av stickor enligt ett system som finns beskrivet i bokens andra del.
I bokens andra del finns också kommentarer, tillskrivna olika kända historiska personer, till visdomsorden i bokens första del.
| Hexagram         | Kinesiskt namn  | Namn i den svenska översättningen    |
| ---------------- | --------------- | ------------------------------------ |
| 01. \|\|\|\|\|\| | 乾 (qián)       | Det skapande                         |
| 02. ¦¦¦¦¦¦       | 坤 (kūn)        | Det mottagande                       |
| 03. \|¦¦¦\|¦     | 屯 (chún)       | Begynnelsesvårigheten                |
| 04. ¦\|¦¦¦\|     | 蒙 (méng)       | Ungdomsdårskapen                     |
| 05. \|\|\|¦\|¦   | 需 (xū)         | Väntan (födan)                       |
| 06. ¦\|¦\|\|\|   | 訟 (sòng)       | Striden                              |
| 07. ¦\|¦¦¦¦      | 師 (shī)        | Hären                                |
| 08. ¦¦¦¦\|¦      | 比 (bǐ)         | Sammanhållningen                     |
| 09. \|\|\|¦\|\|  | 小畜 (xiǎo chù) | Den lillas tämjande kraft            |
| 10. \|\|¦\|\|\|  | 履 (lǚ)         | Uppförandet                          |
| 11. \|\|\|¦¦¦    | 泰 (tài)        | Freden                               |
| 12. ¦¦¦\|\|\|    | 否 (pǐ)         | Stagnationen                         |
| 13. \|¦\|\|\|\|  | 同人 (tóng rén) | Gemenskap mellan människor           |
| 14. \|\|\|\|¦\|  | 大有 (dà yǒu)   | Att äga det stora                    |
| 15. ¦¦\|¦¦¦      | 謙 (qiān)       | Anspråkslösheten                     |
| 16. ¦¦¦\|¦¦      | 豫 (yù)         | Hänförelsen                          |
| 17. \|¦¦\|\|¦    | 隨 (suí)        | Efterföljd                           |
| 18. ¦\|\|¦¦\|    | 蠱 (gǔ)         | Arbete med det fördärvade            |
| 19. \|\|¦¦¦¦     | 臨 (lín)        | Närmandet                            |
| 20. ¦¦¦¦\|\|     | 觀 (guān)       | Betraktandet (åsynen)                |
| 21. \|¦¦\|¦\|    | 噬嗑 (shì kè)   | Att bita igenom                      |
| 22. \|¦\|¦¦\|    | 賁 (bì)         | Behagfullheten                       |
| 23. ¦¦¦¦¦\|      | 剝 (bō)         | Söndersplittring                     |
| 24. \|¦¦¦¦¦      | 復 (fù)         | Återkomsten (tiden för förändringen) |
| 25. \|¦¦\|\|\|   | 無妄 (wú wàng)  | Oskulden (det oväntade)              |
| 26. \|\|\|¦¦\|   | 大畜 (dà chù)   | Det storas tämjande kraft            |
| 27. \|¦¦¦¦\|     | 頤 (yí)         | Mungiporna (livnäringen)             |
| 28. ¦\|\|\|\|¦   | 大過 (dà guò)   | Det storas övervikt                  |
| 29. ¦\|¦¦\|¦     | 坎 (kǎn)        | Det bråddjupa, vattnet               |
| 30. \|¦\|\|¦\|   | 離 (lí)         | Det fasthäftande, elden              |
| 31. ¦¦\|\|\|¦    | 咸 (xián)       | Inverkan (frieri)                    |
| 32. ¦\|\|\|¦¦    | 恆 (héng)       | Beständighet                         |

| Hexagram        | Kinesiskt namn   | Namn i den svenska översättningen   |
| --------------- | ---------------- | ----------------------------------- |
| 33. ¦¦\|\|\|\|  | 遯 (dùn)         | Återtåget                           |
| 34. \|\|\|\|¦¦  | 大壯 (dà zhuàng) | Det storas makt                     |
| 35. ¦¦¦\|¦\|    | 晉 (jìn)         | Framåtskridandet                    |
| 36. \|¦\|¦¦¦    | 明夷 (míng yí)   | Ljusets förmörkande                 |
| 37. \|¦\|¦\|\|  | 家人 (jiā rén)   | Familjen                            |
| 38. \|\|¦\|¦\|  | 睽 (kuí)         | Motsatsen                           |
| 39. ¦¦\|¦\|¦    | 蹇 (jiǎn)        | Hindret                             |
| 40. ¦\|¦\|¦¦    | 解 (xiè)         | Befrielsen                          |
| 41. \|\|¦¦¦\|   | 損 (sǔn)         | Minskningen                         |
| 42. \|¦¦¦\|\|   | 益 (yì)          | Ökningen                            |
| 43. \|\|\|\|\|¦ | 夬 (guài)        | Utbrottet (beslutsamheten)          |
| 44. ¦\|\|\|\|\| | 姤 (gòu)         | Tillmötesgående                     |
| 45. ¦¦¦\|\|¦    | 萃 (cuì)         | Samling                             |
| 46. ¦\|\|¦¦¦    | 升 (shēng)       | Att arbeta sig uppåt                |
| 47. ¦\|¦\|\|¦   | 困 (kùn)         | Trångmålet (uttömmandet)            |
| 48. ¦\|\|¦\|¦   | 井 (jǐng)        | brunnen                             |
| 49. \|¦\|\|\|¦  | 革 (gé)          | Omvälvning (ruggning)               |
| 50. ¦\|\|\|¦\|  | 鼎 (dǐng)        | Grytan                              |
| 51. \|¦¦\|¦¦    | 震 (zhèn)        | Det upprörande (skakningen, åskan)  |
| 52. ¦¦\|¦¦\|    | 艮 (gèn)         | Uppehållet, berget                  |
| 53. ¦¦\|¦\|\|   | 漸 (jiàn)        | Utvecklingen (successiva framsteg)  |
| 54. \|\|¦\|¦¦   | 歸妹 (guī mèi)   | Flickan som gifter sig              |
| 55. \|¦\|\|¦¦   | 豐 (fēng)        | Överflödet                          |
| 56. ¦¦\|\|¦\|   | 旅 (lǚ)          | Vandraren                           |
| 57. ¦\|\|¦\|\|  | 巽 (xùn)         | Det milda (det inträngande, vinden) |
| 58. \|\|¦\|\|¦  | 兌 (duì)         | Det glättiga, sjön                  |
| 59. ¦\|¦¦\|\|   | 渙 (huàn)        | Upplösandet                         |
| 60. \|\|¦¦\|¦   | 節 (jié)         | Begränsningen                       |
| 61. \|\|¦¦\|\|  | 中孚 (zhōng fú)  | Inre sanning                        |
| 62. ¦¦\|\|¦¦    | 小過 (xiǎo guò)  | Det lillas övervikt                 |
| 63. \|¦\|¦\|¦   | 既濟 (jì jì)     | Efter fulländningen                 |
| 64. ¦\|¦\|¦\|   | 未濟 (wèi jì)    | Före fulländningen                  |

## I Ching i Europa
I Ching har tilltalat inte bara kinesiska lärda. Gottfried Leibniz ägnade boken en del intresse ur ett matematiskt perspektiv och nämner den i en avhandling om binära tal, Explication de l'Arithmétique Binaire.
Carl Gustav Jung ansåg sig i I Ching ha funnit stöd för sina teorier om synkronicitet. Jung skrev förordet till Richard Wilhelms översättning av I Ching till tyska, som sedan legat till grund för den enda svenska översättningen.